# Chaetonotus enormis
Chaetonotus enormis är en djurart som tillhör fylumet bukhårsdjur, och som beskrevs av Stockes 1887. Chaetonotus enormis ingår i släktet Chaetonotus och familjen Chaetonotidae. Inga underarter finns listade i Catalogue of Life.